# Atari Lynx
De Atari Lynx is de eerste draagbare kleurenspelcomputer, die in 1989 door Atari op de markt werd gebracht. De Lynx bood vele mogelijkheden, waaronder een multispeleroptie, waarbij met een Comlynxkabel meerdere Lynxen met elkaar verbonden werden. Ook had de Lynx een 3D-, grafische chip en een backlit-kleurenscherm. De Lynx had een aantal fraaie spellen beschikbaar, waarvan er vele op spellen uit de arcadehal waren geïnspireerd. De Lynx was onsuccesvol doordat het voor Atari niet mogelijk was veel ontwikkelaars voor het maken van spellen binnen te halen.
De Lynx werd in 1987 ontwikkeld door ingenieurs van Epyx, waar het systeem Handy werd genoemd. Dave Needle en R.J. Mical, twee van de Handy-ontwikkelaars, maakten ook deel uit van het oorspronkelijke Amiga-ontwikkelteam. Epyx liet het systeem voor het eerst zien aan computerbedrijven tijdens de CES in januari 1989, en het publiek was onder de indruk. Epyx had wat financiële problemen en het werd duidelijk dat ze de Handy niet zelf konden uitbrengen. Ze hadden een partner nodig en stuurden een uitnodiging naar verschillende kandidaten. Eén daarvan was Nintendo, die het project afwees. Een andere uitnodiging werd gestuurd aan Atari, dat zijn marktaandeel van beginjaren tachtig graag wilde terugveroveren. Atari en Epyx kwamen overeen dat Atari de productie en marketing voor zijn rekening zou nemen en Epyx voor de ontwikkeling van de software zou zorgen. Atari presenteerde het systeem aan de wereld op de CES in de zomer van 1989 onder de titel Portable Color Entertainment System.
Ook werd in 1989 de Game Boy bekendgemaakt. Vergelijkingen tussen de Lynx en de Game Boy waren snel gemaakt. De Lynx had veel krachtigere hardware en een backlit-kleurenscherm, maar de Game Boy was lichter, kleiner en verbruikte minder batterijen. De prijs van de Lynx was bovendien gesteld op 199 dollar, tegen 109 dollar voor de Game Boy van Nintendo. Aan het eind van het jaar lanceerde Atari de Lynx in een beperkte oplage, maar niet genoeg om geen tekorten te laten ontstaan. De Game Boy was goed verkrijgbaar en werd winnaar voor de vakantie weer aanbrak. De Lynx zou weer een jaar moeten wachten om weer tegen de Game Boy te concurreren.
Hoewel de Lynx nooit commercieel succesvol werd, had hij een paar fantastische spellen. Er waren arcadehalspellen zoals Joust, Rampart en Klax. Er waren ook titels van hoge kwaliteit, zoals Chip's Challenge, Warbirds en Gates of Zendocon, die lieten zien dat de Lynx een zeer krachtige spelcomputer was. Atari kon niet genoeg softwarebedrijven warm krijgen om software te blijven schrijven voor de Lynx, en in 1993 werd de aandacht verlegd naar de promotie en verkoop van de nieuwe console, de Atari Jaguar.
Ook heden ten dage bestaat er nog een actieve Lynxgemeenschap. Liefhebbers en verzamelaars spelen en praten nog steeds over het systeem. Er zijn ook nog wat ontwikkelaars, zoals Songbird, die nog steeds spellen voor de Lynx ontwikkelen. De meeste Lynxartikelen kunnen nog steeds worden gevonden en voor een redelijke prijs aangeschaft worden.

## Technische specificaties
- Processor: twee 16-bit custom CMOS-chips van 16 MHz
  - Western Design Center 65C02
- Geheugen: 64K RAM-geheugen

2 x 256KB Dram chips voor het laden en tijdelijk opslaan van de gehele rom van het spel, 'n audin pin kan schakelen tussen beide 256KB chips indien dat nodig is.
- Geluid: vierkanaals geluid met 8-bits DAC per kanaal. Deze zijn ook in staat zijn om in triple analoge geluidsmodus te schakelen voor het genereren van PSG achtige geluiden, dit bespaart veel rekenkracht"[bron?]
- Kleuren: 4096-kleurenpalet, 16 simultane kleuren from palette per scan line
- Resolutie: 160 x 102 (16,320 addressable pixels) of 480x102 in monochrome modes.
- Beelddiagonaal: 3.5" diagonaal (approximately 3.25" x 1.88")